# Agent Steel
Agent Steel är ett speed metal-band grundat i Los Angeles 1984 av John Cyriis och Chuck Profus. Bandet lades ner 1988, återuppstod 1998–2001 med Bruce Hall på sång, bytte 2001–2003 namn till Order of the Illuminati, fortsatte som Agent Steel 2003 men lades åter ned 2011. Cyriis återupplivade Agent Steel 2018, denna gång med helt nya medlemmar. Bandet släppte 2021 albumet No Other Godz Before Me, deras första på fjorton år och det första med Cyriis på 34 år.

## Medlemmar
Senaste kända medlemmar
- John Cyriis – sång (1984–1987, 2010–2011, 2018–)
- Vinicius Carvalho – gitarr (2020–)
- Kelly Conlon – bas (2023–)
- Justin Zych – gitarr (2023–)

Tidigare medlemmar
- George Robb – basgitarr (1984–1986)
- Chuck Profus – trummor (1984–1988, 1998–2002)
- Jon Gott – gitarr (1984)
- Silvio Golfetti – gitarr (1984)
- Mark Marshall – gitarr (1984)
- Bill Simmons – gitarr (1984)
- Kurt Kilfelt – gitarr (1984)
- Michael Zaputil – basgitarr (1986–1987, 1998–1999)
- Bruce Hall – sång (1998–2010)
- Karlos Medina – basgitarr (1999–2007)
- Juan Garcia – gitarr (1984–1987, 1998–2011)
- Bernie Versailles – gitarr (1984–1987, 1998–2011)
- Rigo Amezcua – trummor (2002–2011)
- Robert "Bobby" Cardenas – basgitarr (2007–2011)

Turnerande medlemmar
- Rick Mythiasin – sång (2011)
- James Murphy – gitarr (1987–1988)
- Jay Weslord – gitarr
- Richard Bateman – basgitarr (1987–1988)
- Tim Thomas – gitarr (2005)
- James Rivera – sång (2011)

## Diskografi
Demo
- 144,000 Gone (1984)
- Second Demo (1984)
- Agents of Steel (1998	)
- Agents of Steel 1998 demo (1998)
- Deny the Poison (1999)

Studioalbum
- Skeptics Apocalypse (1985)
- Unstoppable Force (1987)
- Omega Conspiracy (1999)
- Order of the Illuminati (2003)
- Alienigma (2007)
- No Other Godz Before Me (2021)

EP
- Mad Locust Rising (1985)

Singlar
- "Forever Black" (2000)
- "Earth Under Lucifer" (2003)
- "The Unexpected (Live) / Take Me Back" (delad singel: Agent Steel / Redstorm) (2006)

Samlingsalbum
- Unstoppable Force / Mad Locust Rising (1999)

Video
- US Speed Metal Attack (VHS) (delad video: Overkill / Anthrax / Agent Steel) (1986)
- Live @ Dynamo Open Air (DVD) (2005)